# Olej sezamowy

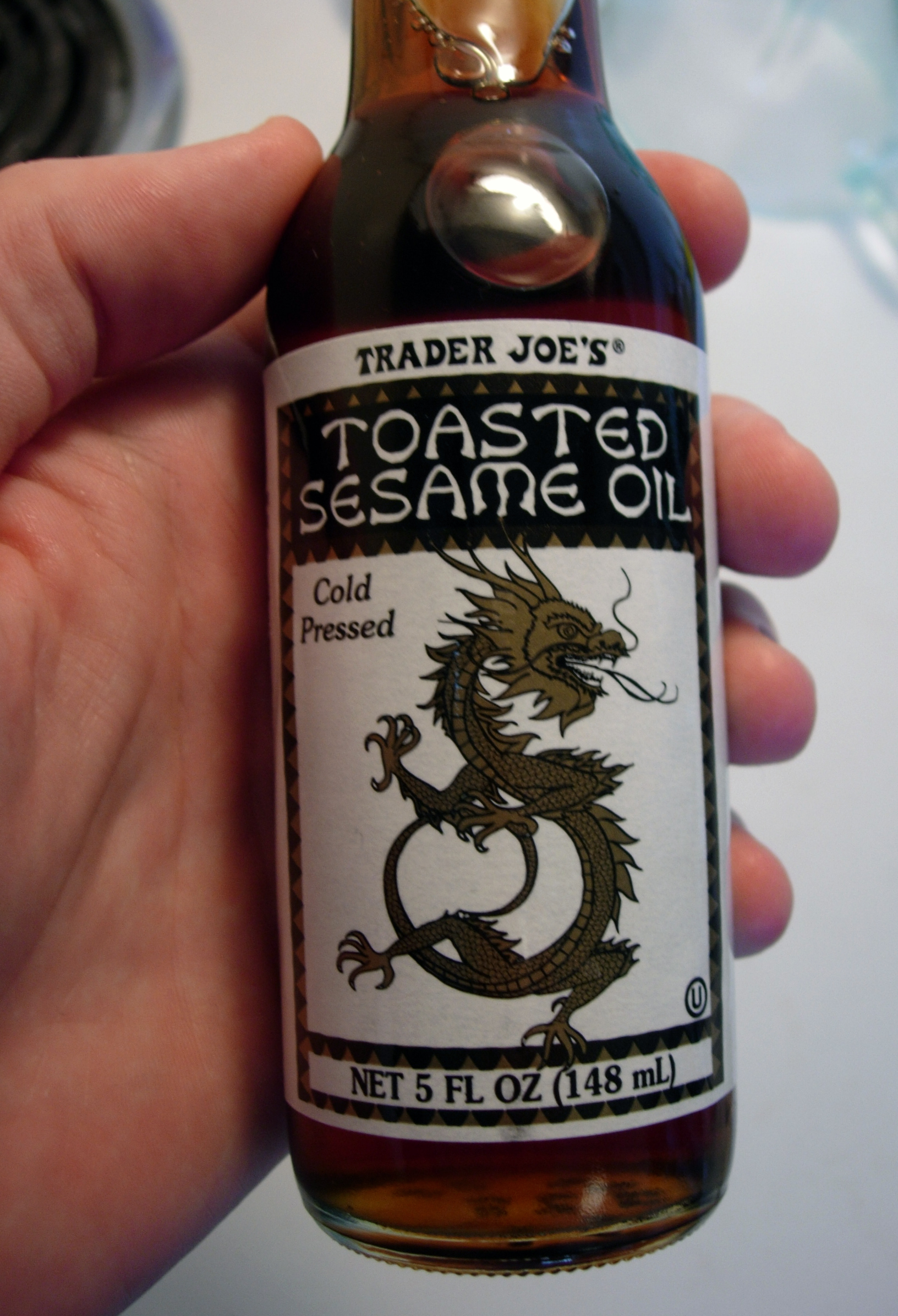
Butelka oleju z prażonych nasion sezamu

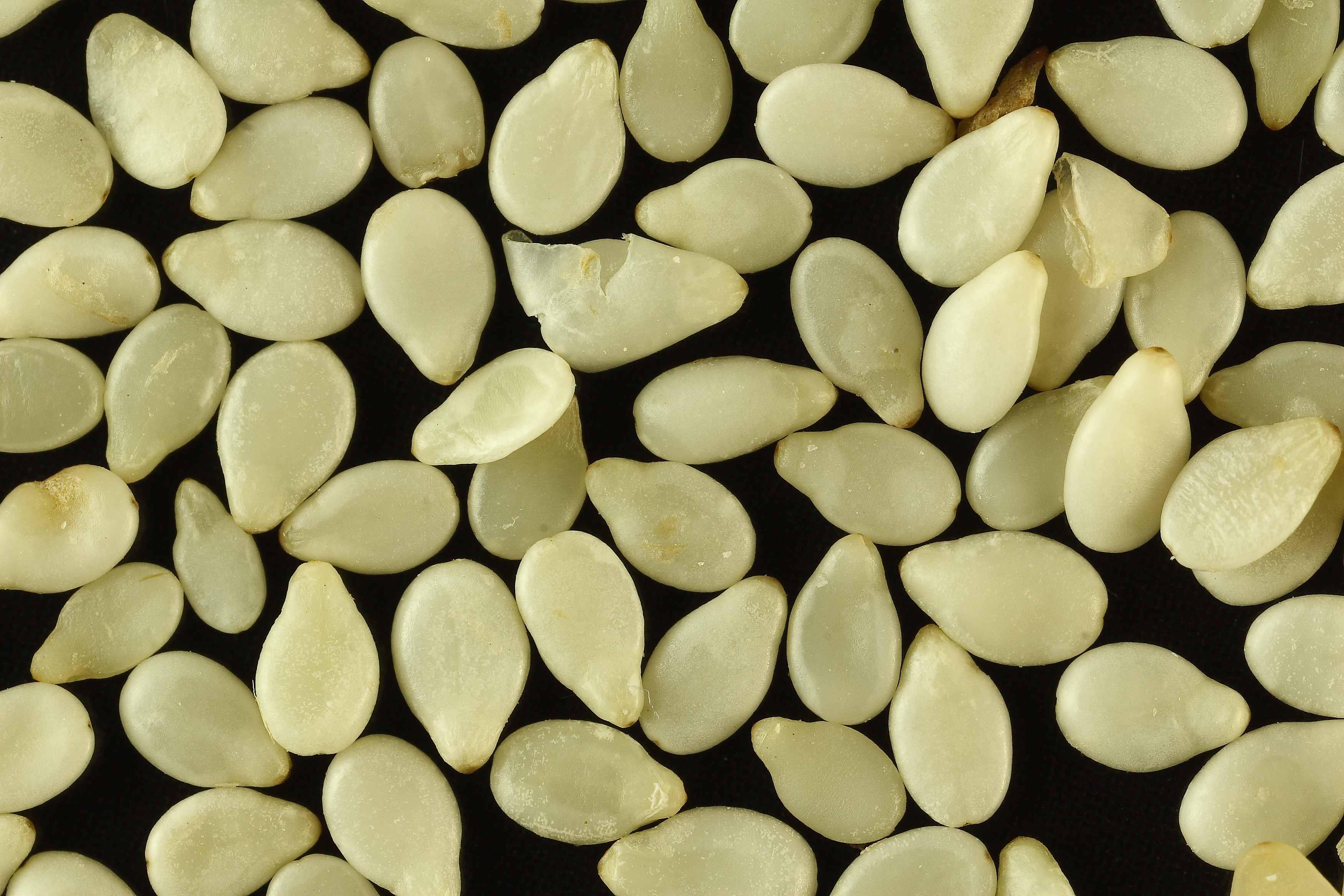
Białe nasiona sezamu indyjskiego

Olej sezamowy – olej roślinny otrzymywany poprzez tłoczenie na zimno nasion sezamu indyjskiego (Sesamum indicum). Ma jasno- po ciemnożółty do brązowego kolor i lekko orzechowy, łagodny zapach i smak. Odmiana stosowana w przemyśle spożywczym ma ciemno brązowy kolor i mocny aromat.
| Pochodzenie:                 | Południowo-Wschodnia Azja, Środkowa Afryka, Egipt, Indie, Chiny |
| Skład:                       | 14,8% nasyconych kwasów tłuszczowych, 0,57% kwasu arachidowego, 38,9% kwasu oleinowego, 0,19% kwasu ikozenowego, 41,3% kwasu linolowego, 8,6% kwasu palmitynowego, 5,45% kwasu stearynowego, 0,38% kwasu linolenowego, 0,0014% (1,4 mg w 100 g) witaminy E |
| Kategoria:                   | olej półschnący |
| Ważność:                     | po otwarciu ok. 6 miesięcy |
| Wytrzymałość na temperatury: | nie ogrzewać powyżej 70 °C |
| Zastosowanie                 | - Szeroko stosowany w przemyśle spożywczym, popularny element kuchni azjatyckiej (np. kuchnia chińska). Używany głównie do gotowania i sałatek. Nie nadaje się do smażenia. - Zastosowany w kuchni olej sezamowy pozwala obniżyć ciśnienie tętnicze krwi i zmniejszyć stosowaną w tym celu dawkę leków. Ma również korzystny wpływ w nadciśnieniu leczonym lekami moczopędnymi oraz beta-blokerami. Obniżenie ciśnienia jest prawdopodobnie efektem działania wielonienasyconych kwasów tłuszczowych oraz sezaminy – związku z grupy lignanów. Lignany nie tylko obniżają ciśnienie, ale, jak wykazały badania na szczurach, również hamują syntezę i wchłanianie cholesterolu. - W przemyśle kosmetycznym używany jest jako olejek do ciała, do masażu i do kąpieli. Stosowany w kremach i mleczkach przeznaczonych dla skóry suchej, mieszanej, dojrzałej, źle ukrwionej i wrażliwej. Używany także w kosmetykach przeciwsłonecznych (posiada naturalny współczynnik ochronny przed słońcem ok. 3–4), w preparatach do pielęgnacji suchych włosów i suchej skóry głowy. Nie powinien być stosowany przy neurodermitis lub zapaleniach skórnych. Olej sezamowy ma właściwości rozgrzewające, oczyszczające (odtrutkowe), reguluje pracę gruczołów łojowych. |